# The Royal Guardsmen
The Royal Guardsmen waren eine US-amerikanische Rockband aus Ocala in Florida.

## Werdegang
Die Band bestand aus sechs Musikern. Ursprünglich hießen sie „The Pulsations“, aber wegen der großen Erfolge britischer Bands wie den Beatles und den Rolling Stones zu dieser Zeit gaben sie sich einen britisch klingenderen Namen. Ihr erster Erfolg war 1966 der Hit „Snoopy Vs. The Red Baron“, der auch der Titel ihres ersten Albums wurde. Auch in späteren Alben behandelten sie die gleichen Themen, Snoopy, Manfred von Richthofen (den roten Baron) und Flugzeuge. 1967 erschien zum Beispiel Return of the Red Baron (Album und Single). Ende 1967 folgte das Album Snoopy and His Friends, das in den amerikanischen Charts Platz 46 erreichte. Der bekannteste Song dieser LP ist Snoopy's Christmas. Auf dem Cover der LP befanden sich Karikaturen der Bandmitglieder, die sogar von dem Snoopy-Erfinder Charles M. Schulz persönlich gezeichnet waren. Insgesamt brachten sie vier Alben heraus. Sie trennten sich 1969, nachdem die Erfolge nachgelassen hatten.

## Diskografie

### Alben
| Jahr | Titel                    | Höchstplatzierung, Gesamtwochen, AuszeichnungChartsChartplatzierungen (Jahr, Titel, Platzierungen, Wochen, Auszeichnungen, Anmerkungen) | Anmerkungen |
| Jahr | Titel                    | US | Anmerkungen |
| ---- | ------------------------ | --- | ----------- |
| 1967 | Snoopy Vs. The Red Baron | US44 (22 Wo.)US |             |
| 1968 | Snoopy And His Friends   | US46 (11 Wo.)US |             |
| 1968 | Snoopy For President     | US189 (2 Wo.)US |             |

Weitere Alben
- 1967: The Return of the Red Baron

### Singles
| Jahr | Titel Album                   | Höchstplatzierung, Gesamtwochen, AuszeichnungChartplatzierungen (Jahr, Titel, Album, Platzierungen, Wochen, Auszeichnungen, Anmerkungen) | Höchstplatzierung, Gesamtwochen, AuszeichnungChartplatzierungen (Jahr, Titel, Album, Platzierungen, Wochen, Auszeichnungen, Anmerkungen) | Höchstplatzierung, Gesamtwochen, AuszeichnungChartplatzierungen (Jahr, Titel, Album, Platzierungen, Wochen, Auszeichnungen, Anmerkungen) | Anmerkungen |
| Jahr | Titel Album                   | DE | UK | US | Anmerkungen |
| ---- | ----------------------------- | --- | --- | --- | ----------- |
| 1966 | Snoopy Vs. The Red Baron      | DE14 (10 Wo.)DE | UK8 (13 Wo.)UK | US2 (12 Wo.)US |             |
| 1967 | The Return of the Red Baron   | — | UK37 (4 Wo.)UK | US15 (7 Wo.)US |             |
| 1967 | Airplane Song (My Airplane) – | — | — | US46 (6 Wo.)US |             |
| 1967 | Wednesday –                   | — | — | US97 (2 Wo.)US |             |
| 1968 | I Say Love –                  | — | — | US72 (4 Wo.)US |             |
| 1968 | Snoopy For President          | — | — | US85 (2 Wo.)US |             |
| 1969 | Baby Let’s Wait –             | — | — | US35 (13 Wo.)US |             |

Weitere Singles
- 1967: Snoopy's Christmas